# Krajniacy
Krajniacy (Krajniaki) – nazwa mieszkańców Krajny, ziemi granicznej między Wielkopolską i Borami Tucholskimi (okolice Sępólna Krajeńskiego, Złotowa, Piły i Wyrzyska).
Południową granicę obszaru wyznaczała Noteć. Nazwa Krajna pochodzi od historycznego położenia tego regionu na rubieży, na krańcu kraju Polan. Krajna ma swoją kulturę i gwarę powstałą na bazie dialektu wielkopolskiego poprzez nałożenie się pomorskich (kaszubski) cech językowych jak również zapożyczeń z języka dolnoniemieckiego.